# 大宗派
大宗派，又名大部派、摩訶尼柯耶派，是現代上座部佛教宗派之一，也是泰國最主要的兩個宗派之一，另一派是法相應派。
大宗派的創立是泰國的創新。1833年，泰國王子蒙固（後來的拉瑪四世）創立法相應派後，將不屬於法相應派的尼柯耶派的數百種宗派歸入為大宗派。
1855年，法相應派傳入柬埔寨後，柬埔寨作出了類似的區分。
今日柬埔寨共有兩位僧王，一位來自大宗派，另一位來自法相應派。現任柬埔寨大宗派的領袖為大僧王狄旺、僧王嫩涅特（Non Nget）。